# Raad voor de Journalistiek (Nederland)
De Raad voor de Journalistiek (RvdJ) is een Nederlandse instelling, opgericht in 1960, die beoogt een onafhankelijk oordeel te vellen over journalistiek werk.

## Taak, functie en werkwijze
De Raad is een zelfregulerend orgaan binnen de mediawereld. Deze zelfregulering is een alternatief voor de gang van de klager naar de rechter. De Raad is gefinancierd vanuit bijdragen vanuit de mediabranche. De RvdJ wordt bestuurd door een stichting, waarin diverse organisaties uit de mediawereld zitten. De stichting wordt bestuurd door de media-eigenaren.
Taak van de instelling is onafhankelijk klachten over journalistiek werk te beoordelen. Journalistieke kwesties worden onderzocht, waarbij wordt geoordeeld over de vraag of met bepaald gedrag de grenzen van de journalistieke ethiek zijn overschreden.
Iedereen kan een klacht indienen bij de RvdJ. De RvdJ kan wel een oordeel vellen, maar geen sancties opleggen. Een krant of tv-programma is dus niet verplicht om te rectificeren als een klager in het gelijk wordt gesteld. Een aantal media, waaronder De Telegraaf en BNNVARA, erkent de Raad niet.

## Samenstelling
De RvdJ bestaat voor de helft uit journalisten, voor een kwart uit mensen die beroepsmatig met media te maken hebben (directieleden van uitgeverijen en omroepen, voorlichters en oud-politici), en voor een kwart uit gewone burgers (burgerleden). Uit deze lijst wordt per zitting een oordelend comité gevormd, bestaande uit twee journalisten en twee niet-journalisten.
De zittingen van de Raad voor de Journalistiek worden voorgezeten door de voorzitter of een van de vicevoorzitters. De voorzitter is een gerenommeerd journalist (momenteel Frits van Exter, oud-hoofdredacteur van dagblad Trouw en van Vrij Nederland). De vicevoorzitters zijn juristen (leden van de rechterlijke macht).

## Kritiek op de RvdJ
Op werkwijze en samenstelling van de RvdJ is kritiek mogelijk, en ook geuit.
- Een aantal media, waaronder De Telegraaf, erkent de Raad niet, waardoor de legitimiteit van de Raad daalt.[1] BNNVARA besloot in 2023 om de RvdJ weer te erkennen, nadat zij hier in 2020 mee gestopt waren. [2]
- "Er behoren geen (oud-)politici in te zitten". In 2004 werd columniste Pamela Hemelrijk ter verantwoording geroepen om een artikel. Omdat haar columns ook rechtstreeks over politiek, politici en politieke partijen gaan, stelde zij dat ze niet beoordeeld wilde worden door (oud-)politici. De RvdJ gaf hier uiteindelijk aan toe door de samenstelling van de oordelende commissie te wijzigen. Voordat de RvdJ tot een uitspraak kon komen, moesten twee mensen uit de commissie verwijderd worden, omdat bleek dat beiden een persoonlijke relatie hebben gehad met mensen over wie zij moesten oordelen. Een van deze leden, Gerrit-Jan Wolffensperger, wilde zich toch niet uit zichzelf terugtrekken, en moest in een pauze overgehaald worden.
- De beherende stichting wordt geheel bestuurd door beroepsmensen uit media: zowel werkenden, bestuurders als eigenaren.[bron?]
- Medium-consumenten (lezers, kijkers) kunnen als zodanig geen lid zijn van deze Raad.